# Baleares (periódico)
El Baleares —luego renombrado Diari de Balears— fue un periódico español editado en Palma de Mallorca entre 1939 y 2013. Fundado en sus orígenes como órgano falangista de la «Prensa del Movimiento», posteriormente pasaría a formar parte del Grupo Serra y evolucionaría hacia posturas cercanas al mallorquinismo.

## Historia
Nació poco después del final de la Guerra civil, el 13 de junio de 1939, tras la fusión de los diarios El Día y Falange, este último órgano de expresión falangista en Balerares. Durante la dictadura franquista pasó a formar parte de la cadena de Prensa del Movimiento, aunque tras la muerte de Franco pasaría a integrarse en el organismo Medios de Comunicación Social del Estado. Durante los últimos años del franquismo el diario perdió lectores, consecuencia de la dura competencia que mantenía con otros diarios de la isla. Para 1978 tenía una tirada de 8499 ejemplares. En 1983 el diario acumulaba unas pérdidas que superaban los noventa millones de pesetas, lo que llevó al Estado a subastar el diario en 1984. Sería adquirido por el editor de Última Hora, el grupo Serra. En 1996 el periódico fue renombrado como Diari de Balears y reconvertido en una publicación en catalán. El Diari de Balears seguiría publicándose hasta su desaparición en 2013, aunque mantuvo su edición digital.

## Directores
| - Pablo Sáiz Gralla (1939-1940) - Nicolás Brondo Roten (1940-1941) - Pedro Álvarez Gómez (1941-1944) - Domingo Medrano (1944-1948) - Antonio Colom (1948-1949) - Jorge Andreu (1949-1952) - Waldo de Mier (1952-1957) | - Ignacio Arroyo (1957-1961) - Francisco Javier Jiménez (1961-1975) - Antonio Pizá (1975-1981) - Pedro Ignacio González (1981) - Juan José Porto (1981-1982) - Pablo Llull (1982-1983) - Eliodoro Muñoz (1983-1984) | - Pedro Serra (1984) - Octavio Aguilera (1984-1985) - Miguel Serra (1985-1989) - Jaime Jiménez (1989) - Guillermo Martín de la Oliva (1989-1991) - Marisa Gallardo (1991-1993) - Miquel Serra Magraner (1993-2013) |